# Braulio Sánchez Fuentes
Braulio Sánchez Fuentes SDB (* 4. August 1922 in Mexiko-Stadt, Mexiko; † 18. November 2003) war der erste Prälat der Territorialprälatur Mixes.

## Leben
Braulio Sánchez Fuentes gehörte der Ordensgemeinschaft der Salesianer Don Boscos an und empfing am 28. Oktober 1950 das Sakrament der Priesterweihe.
Am 19. März 1966 ernannte ihn Papst Paul VI. zum Apostolischen Administrator und designierten ersten Bischof der gleichzeitig errichteten Territorialprälatur Mixes. Die Prälatur liegt in einem traditionellen Missionsgebiet der Salesianer und hat eine indigene Bevölkerung vorwiegend aus dem Volk der Mixe. Am 14. Januar 1970 ernannte der Papst Sánchez zum Titularbischof von Aquae Novae in Proconsulari und zum ersten Prälaten der Mixe. Der Erzbischof von Mexiko-Stadt, Miguel Darío Kardinal Miranda y Gómez, spendete ihm am 1. Mai desselben Jahres die Bischofsweihe; Mitkonsekratoren waren der Bischof von Tehuantepec, José de Jesús Clemens Alba Palacios, und der Erzbischof von Antequera, Ernesto Corripio y Ahumada.
Am 15. Februar 1978 verzichtete Braulio Sánchez Fuentes aufgrund neuer vatikanischer Regelungen zur Titelvergabe auf das Titularbistum Aquae Novae in Proconsulari.
Anfang 1995 beging die Prälatur das 25-jährige Dienstjubiläum von Prälat Braulio Sánchez in der Hauptkirche des Mixe-Territoriums in San Pedro y San Pablo Ayutla. Auf seine persönliche Bitte hin bestätigte der Vatikan zum Jahrestag seiner Ernennung am 14. Januar 1995 das von ihm ausgewählte marianische Patrozinium für die Prälatur unter der Anrufung „Maria Helferin der Christenheit“ (María Auxiliadora/Auxilium Christianorum).
Am 16. Dezember 2000 nahm Papst Johannes Paul II. das von Sánchez aus Altersgründen vorgebrachte Rücktrittsgesuch an. Sein Nachfolger wurde mit Bischof Luis Felipe Gallardo erneut ein Salesianer.